# Holografía generada por computadora
La holografía generada por computadora (HGC) es el método que permite generar digitalmente un holograma a partir de un objeto o una escena modelados computacionalmente. El holograma digital resultante puede luego usarse para reconstruir y visualizar digitalmente dicho objeto o escena o bien puede imprimirse sobre una máscara adecuada, que al ser iluminada con luz coherente (cuyas características dependerán de las condiciones bajo las cuales se generó el holograma digital) permita proyectar en el espacio la imagen holográfica correspondiente.
Alternativamente, el holograma digital generado puede ser reconstruido y proyectado tridimensionalmente utilizando un  display holográfico (dispositivo  de proyección de imágenes que funciona en base a la interferencia de luz coherente) sin necesidad de tener una copia impresa del mismo. Consiguientemente, hoy en día el término "holografía generada por computadora" se usa cada vez más para designar al proceso completo de generación y proyección de imágenes holográficas digitales.
La ventaja de los hologramas generados por computadora radica en que los objetos o escenas a partir de los cuales se generan no necesitan tener existencia real o física. De todas maneras, también se habla de HGC en el caso de que los hologramas sean generados ópticamente y registrados digitalmente mediante algún dispositivo para luego ser proyectados. La HGC para la generación de imágenes computacionales tiene aplicación en diversas áreas, desde diseño asistido por computadora (CAD), juegos, video holográfico y programas de TV hasta la industria automotriz, telecomunicaciones, etc.

## Visión general
La holografía es una técnica desarrollada por el físico húngaro Dennis Gabor (1900-1979) para mejorar el poder de resolución de los microscopios electrónicos. Cuando un objeto es iluminado con luz coherente (generalmente monocromática) la luz que éste dispersa posee información de su morfología, que se encuentra codificada en la diferencia de fase relativa que aparece entre los haces que emanan de los distintos elementos dispersores que conforman dicho objeto. Esta luz dispersada (denominada haz del objeto o frente de onda del objeto) se combina con otro haz de luz inalterado, coherente con el primero y de iguales características ópticas (denominado haz de referencia o frente de onda del objeto) para formar un patrón de interferencia que será único y dependerá de las características de la luz utilizada y de la conformación de la escena (es decir, de las ubicaciones relativas del objeto, de la fuente de luz y del observador). Este patrón de interferencia puede registrarse luego ópticamente con algún elemento sensible a la luz, como una película fotográfica, una cámara CCD o CMOS, para conformar lo que se denomina holograma. Según el dispositivo que se utilice para registrar esta interferencia se obtendrá un holograma óptico (película fotográfica), también llamado analógico o convencional, o un holograma digital (cámaras CCD o CMOS). La utilidad de la holografía radica en su capacidad de codificar la información de una escena tridimensional en un medio bidimensional. La información almacenada en un holograma ial reconstruirse o decodificarse de manera inversa, es decir iluminándolo con un haz similar (idealmente igual) al haz de referencia que se utilizó para generarlo.
En este contexto, la HGC consiste en calcular por medios computacionales el patrón de interferencia correspondiente a cierto objeto o escena, los cuales pueden diseñarse también computacionalmente. Básicamente, la HGC consiste en tres pasos:
1. Cálculo computacional del haz o frente de onda dispersado por el objeto o escena.
2. Codificación del patrón de interferencia u holograma resultante al iluminar con el frente de onda de referencia y preparación de la imagen para su posterior reconstrucción o proyección.
3. Reconstrucción de la información contenida en el holograma, ya sea por simulación computacional o por medios ópticos, de tal manera de proyectar la imagen para que pueda ser visualizada.

## Cálculo del frente de onda
Los hologramas generados por computadora poseen ventajas importantes respecto de los hologramas (convencionales o digitales) generados ópticamente, ya que no requieren de la existencia física real del objeto en cuestión. Por este motivo, el desarrollo de displays holográficos es objeto de estudio desde que se desarrollaron los primeros algoritmos de HGC en 1966.
Desafortunadamente, muy rápidamente resultaron evidentes tanto la complejidad como las limitaciones existentes para el manejo de las grandes cantidades de información que son requeridas para la generación de estos hologramas y para su proyección dentro de límites razonables de calidad y fidelidad de imagen. Los cálculos del frente de onda del objeto es muy costoso en términos computacionales; aun con la  elevada capacidad de cálculo de las computadoras actuales y con modernas técnicas matemáticas el tiempo de cálculo requerido es el principal limitante para el procesamiento en tiempo real. Existen diferentes métodos para calcular el patrón de interferencia en HGC. Durante 25 años después de 1966 se propusieron diversos métodos de cálculo en las áreas de estudio abocadas al procesamiento de información holográfica y a la reducción computacional, así como también en técnicas computacionales y de cuantificación. En cuanto a las técnicas computacionales, los algoritmos que han sido desarrollados pueden clasificarse en dos grupos principales. 

### Hologramas basados en transformada de Fourier
Estos métodos utilizan la transformada de Fourier para simular la propagación de la luz desde cada elemento dispersor del objeto hacia el plano de observación. El concepto de transformada de Fourier en este campo de estudio fue introducido por Brown y Lohmann con el método de desvío de fase (detour phase method) que conduce a hologramas conformados elementos difractores con forma de "celdas". Poco después, Burch sugirió una técnica que reemplazaba a estas "celdas" por "puntos", lo cual resultaba más atractivo para la generación hologramas por computaora. En un holograma generado mediante la transformada de Fourier la reconstrucción de la imagen se lleva a cabo por proyección en el campo lejano (far field).  Esto generalmente se logra utilizando las propiedades de transformación de Fourier de una lente positiva para la reconstrucción de la imagen.  Por lo tanto, este proceso consiste en dos pasos: (1) calcular el frente de onda de luz en el plano del observador (lejano) y (2) transformar este campo mediante Fourier (es decir, retropropagar el frente de onda) hacia el plano de la lente. 
Estos hologramas se denominan hologramas basados en Fourier. Los primeros HGC basados en la transformada de Fourier solo podían ser generados a partir de imágenes bidimensionales. Nuevamente, Brown y Lohmann introdujeron una técnica para calcular HGC de objetos tridimensionales. El cálculo de la propagación del frente de onda de luz a partir de objetos en 3D se lleva a cabo según la aproximación parabólica habitual de la integral de difracción de Fresnel-Kirchhoff. El frente de onda que se reconstruirá a partir de este holograma es, por lo tanto, la superposición de las transformadas de Fourier de cada plano de profundidad del objeto, modificada por un factor de fase cuadrático. 

### Hologramas de fuente puntual
La segunda estrategia computacional para generar HGC se basa en el concepto de fuente puntual, donde el objeto se descompone en un conjunto de puntos luminosos cuya intensidad de luz puede variar entre 0 (tal punto no es una fuente puntual de luz) y 1 (tal punto es una fuente puntual de luz). De esta manera se calcula un holograma elemental para cada una de estas fuentes puntuales y el holograma final se obtiene por superposición de todos estos hologramas elementales.  Este método fue reportado por primera vez por Waters, cuya hipótesis principal se originó junto con Rogers, quien reconoció que una placa de zona de Fresnel (Fresnel zone-plate) podría considerarse como un caso especial del holograma propuesto por Gabor.  Pero, en la medida en que una mayor cantidad de los puntos luminosos que conformaban el objeto tenían intensidad distinta de cero, la complejidad computacional del problema se incrementaba significativamente, al punto de ser más convenientes los métodos basados en la transformada de Fourier. 
Algunos intentaron superar este inconveniente utilizando tablas de búsqueda (lookup tables, o LUT) predefinidas para almacenar todos los posibles hologramas elementales utilizando técnicas especiales de almacenamiento de datos, debido a la gran capacidad de almacenamiento que se requería en este caso. Otros intentaron superarlo utilizando desarrollos de hardware especial.
El mayor problema a superar en el caso de los métodos basados en fuentes puntuales tiene que ver con la relación de compromiso existente entre la capacidad de almacenamiento de datos y la velocidad de cálculo. En particular, los algoritmos que aumentan la velocidad de cálculo por lo general necesitan capacidades de almacenamiento de datos muy altas, mientras que los algoritmos que disminuyen el requisito de almacenamiento de datos requieren mayor complejidad computacional, aunque sería posible lograr ciertas optimizaciones.
Otro concepto que permite generar computacionalmente hologramas de fuente puntual es el método de trazado de rayos (ray-tracing).  Este es quizás el método más simple de generación de hologramas. Esencialmente, la idea es calcular la diferencia de camino óptico entre un haz de referencia y el haz dispersado por el objeto, ambos generados computacionalmente. Esto provee punto a punto la fase relativa del haz dispersado. 
A lo largo de las últimas tres décadas ambos métodos han progresado notablemente. Se ha logrado mejorar tanto la velocidad de cálculo como la calidad de imagen. Sin embargo todavía existen algunas limitaciones técnicas relacionadas con la capacidad de cálculo y el almacenamiento de datos. Esto tiene como consecuencia que, aún hoy, las posibles aplicaciones en tiempo real con hardware estándar sean casi imposibles.

## Codificación del patrón de interferencia
Una vez conocido el frente de onda dispersado por el objeto, o bien la manera en la que puede calcularse, éste debe transmitirse a un modulador espacial de luz (spatial light modulator o SLM). Aquí, por SLM se refiere no solo a pantallas LCD o dispositivos similares, sino también a películas y máscaras. Existen diferentes tipos de SLM: los moduladores de fase pura (que actúa retardando el frente de onda de iluminación), los moduladores de amplitud pura (que actúan bloqueando parte del frente de onda de iluminación), los moduladores de polarización (que actúan alterando el estado de polarización de la luz) y los moduladores que tienen la capacidad combinada de modular fase y amplitud del frente de onda de iluminación.
En el caso de modulación de fase o amplitud pura las pérdidas de calidad son claramente inevitables. Los primeros hologramas de amplitud pura se imprimían simplemente en blanco y negro, lo que significa que la amplitud resultaba codificada solamente con 1 bit de resolución. Similarmente, el kinoform utiliza una codificación de fase pura desarrollada por IBM durante los inicios de HGC.
Incluso si una modulación completa de fase/amplitud sería lo ideal, normalmente se prefiere una solución de fase pura o de amplitud pura porque es mucho más fácil de implementar tecnológicamente. Sin embargo, para la generación de una distribución complicada de luz, la modulación simultánea de amplitud y fase es razonable.  Hasta el momento se han implementado dos enfoques diferentes para la modulación en amplitud y fase. Una se basa solo en la modulación de fase o solo de amplitud y en el filtrado espacial consecutivo, mientras que la otra se basa en hologramas de polarización con orientación y magnitud variables de birrefringencia local.

## Reconstrucción
El tercer problema técnico radica en la modulación del haz y en la reconstrucción del frente de onda. Las máscaras pueden imprimirse, lo que suele resultar en una estructura con un patrón granulado ya que la mayoría de las impresoras solo pueden imprimir puntos (aunque muy pequeños). Las películas fotográficas pueden ser reveladas mediante exposición a la luz láser. Los displays holográficos están actualmente en intenso desarrollo y ya han salido al mercado prototipos exitosos. Idealmente estos dispositivos deberían contar con píxeles más pequeños que la longitud de onda de la luz con fase y brillo ajustables.  Dichas pantallas se han denominado matrices ópticas de fase.  El progreso en este campo tecnológico se nutre en gran medida de los avances que se dan en nanotecnología. 

## Desarrollo de aplicaciones de la HGC
Actualmente, muchas empresas y grupos de investigación se encuentran desarrollando el campo de los dispositivos de HGC. Algunos de ellos son: 
- VividQ[27] proporciona software para dispositivos HGC en tiempo real, lo que permite la generación de imágenes con más de 200 capas de profundidad utilizando la potencia de cálculo estándar.
- MIT Media Lab[28] ha desarrollado la pantalla HGC denominada "Holovideo"
- SeeReal Technologies ha desarrollado un prototipo de una pantalla HGC.[29]
- Cortical Cafe HGC Kit[30] es un sitio de aficionados relacionado con HGC con instrucciones, código fuente y una aplicación web para la creación de HGC.

## HGC en óptica de electrones
La HGC se ha extendido recientemente más allá de la óptica de luz y se ha aplicado para generar funciones de onda de electrones estructuradas con una amplitud y un perfil de fase deseados. Los hologramas generados por computadora están diseñados por la interferencia de una onda objetivo con una onda de referencia, que podría ser, por ejemplo, una onda similar a un plano ligeramente inclinado en una dirección. Los elementos ópticos difractivos holográficos utilizados generalmente se construyen a partir de películas delgadas de materiales como el nitruro de silicio.